# Pascal N'Koué
Pascal N'Koué (Boukombé no Benim, 29 de março de 1959), é um bispo católico beninense, arcebispo de Parakou desde junho de 2011.

## Trajetória
Foi ordenado sacerdote em Boukombé em 26 de julho de 1986 por Monsenhor Nicolas Okioh.
De 1988 a 1990, formou-se em teologia dogmática em Roma, depois ingressou na Pontifícia Academia. Em 1992 obteve a licenciatura em Direito Canónico e em 1994 o doutoramento em Teologia Dogmática. Em 1994 tornou-se secretário da Nunciatura Apostólica no Panamá.
O Papa João Paulo II o nomeou Bispo de Natitingou em 28 de junho de 1997. Ele foi consagrado em 21 de setembro de 1997 pelo Cardeal Bernardin Gantin. Ele é responsável pelo clero, seminários, vida consagrada e pastoral das famílias na Conferência Episcopal de Benim.[carece de fontes?]

Em 15 de junho de 2011, foi transferido para a sede metropolitana de Parakou.